# 小明のお兄ちゃんの顔を見てみたい
『小明のお兄ちゃんの顔を見てみたい』（あかりのおにいちゃんのかおをみてみたい）は、GyaOのインターネットテレビ枠『GyaOジョッキー』で放送されていたトークバラエティ番組。「あかりん」こと小明が単独で送る。略称は「小明のお兄顔」（おにいかお）。
2008年1月24日放送開始。ハッピーマンデー等の影響で休止する場合がある（月曜に移動した際、小明は休止に対して愚痴をこぼす）。GyaOジョッキーの閉局に伴い、番組も終了した。

## 出演者

### MC
- 小明

### ゲスト
- ズラサン（第5回） - 会議を抜けて覗きに来たところを小明に発見され、呼び込まれる。
- ニポポ（第6回）
- 石井（スタッフ、第7回） - 下記にある放送障害の釈明のため出演。

## 概要
- 小明の妄想と欲望と愚痴で番組が成り立つ。
- 番組説明は台本だが他は小明に任されていて近況や気になった事を思いつくままのトークで進む。そのために次回へのネタ振りをするような話題があったとしてもそれが引き継がれる事はほぼない。
- 他の番組とは違い俯瞰ショット用のカメラが用意されている。
- 毎回、次回の放送はあるのか心配している。
- 小明の癖で発言内容は読まれるがチャットネームが読まれにくい。
- ホワイトボードで説明をしながら進行。
- 下ネタが多い。
- 冒頭の番組趣旨説明の口上を書くのでさえ作家が面倒になったらしく、2009年5月の放送から一般募集をかけるようになる。

## エピソード
2008年8月21日の放送では六本木界隈に落雷があり、放送機器に不調を起こした。放送開始からハウリングのような音が鳴り続けて小明の声がかすかにしか聞こえず、20 - 30分ほどその状態が続いた。この関係で10分ほど生放送が時間延長された。しかし、録音には支障が無かったため、アーカイブではクリアな音声になっている（数分カットされている）。

## 放送日
- 第1回:2008年1月24日 - 勝手に大予言!、小雪とどうすれば仲良くなれるか?
- 第2回:2008年3月27日 - イベントの内容について、久保亜沙香ちゃんとの妄想
- 第3回:2008年4月17日 - あなたに知ってるイケメンの定義について
- 第4回:2008年5月15日
- 第5回:2008年6月19日 - できちゃった結婚の新しい呼び名は?、ズラサンはいくつかな?
- 第6回:2008年7月17日
- 第7回:2008年8月21日
- 第8回:2008年9月18日
- 第9回:2008年9月29日
- 第10回:2008年12月22日
- 第11回:2009年2月23日
- 第12回:2009年3月23日
- 第13回:2009年4月27日
- 第14回:2009年5月25日
- 第15回:2009年6月22日
- 最終回:2009年8月24日 - 最終回企画「あかりん名場面集」